# Schiedea mannii
Schiedea mannii är en nejlikväxtart som beskrevs av St. John. Schiedea mannii ingår i släktet Schiedea och familjen nejlikväxter. Inga underarter finns listade i Catalogue of Life.